# 闽西南黑兔
闽西南黑兔，原名福建黑兔，是中国福建省地方兔品种之一。
闽西南黑兔体型较小, 被毛为黑色。闽西南黑兔产仔数为7.21只，产活仔数为6.91只，初生个体重为50.46 g。
闽西南黑兔主要分布在龙岩市上杭县、武平县、长汀县、漳平县和泉州市德化县、大田县等闽西南地区。闽西南黑兔因产地不同又称为上杭乌兔、通贤乌兔、德化黑兔。
1985年，福建兔列入福建省地方畜禽品种资源保护名录和重点保护品种名录。2010年8月，通贤乌兔定名为“闽西南黑兔”。2010年11月26日，闽西南黑兔列入国家畜禽遗传资源目录。